# Nazionale maschile under 18 di pallacanestro dell'Uganda
La nazionale di pallacanestro ugandese Under-18 è una selezione giovanile della nazionale ugandese di pallacanestro, ed è rappresentata dai migliori giocatori di nazionalità ugandese di età non superiore ai 18 anni.
Partecipa a tutte le manifestazioni internazionali giovanili di pallacanestro per nazioni gestite dalla FIBA.

## Partecipazioni

### FIBA AfroBasket Under-18
- 2016 - 9°
- 2018 - 10°